# Михайлов Іван Костянтинович
Іван Костянтинович Михайлов (15 квітня 1881, селище Колпіно Санкт-Петербурзької губернії, тепер місто у складі Санкт-Петербурга, Російська Федерація — 6 серпня 1950, місто Москва, тепер Російська Федерація) — радянський діяч. Член Центральної контрольної комісії РКП(б) у 1924—1925 роках. Член ВЦВК.

## Життєпис
Народився в родині робітника. Закінчив школу Іжорського заводу, працював учнем кресляра.
У революційному русі з 1897 року. Член РСДРП з 1898 року.
За участь у страйку та підготовці до святкування Першого травня Івана Михайлова 6 травня 1898 року заарештували і після чотиримісячного ув'язнення вислали спочатку до Твері, а потім до Лібави.
У 1902 році виїхав до Німеччини, потім переїхав до Великої Британії. Перші місяці був безробітним, голодував. Потім влаштувався токарем на завод, допомагав транспортувати нелегальну літературу до Росії.
У січні 1905 року повернувся до Російської імперії. Переїхав до міста Катеринослава, де діяв під прізвищем Климак, як підданий Австро-Угорщини. За завданням РСДРП організував у місті бойові робітничі дружини та підпільну майстерню з виготовлення бомб. Восени 1905 року подібні майстерні Іван Михайлов створив у Києві, Санкт-Петербурзі та Москві.
У лютому 1906 року Михайлова заарештували, а потім вислали до Архангельської губернії. Незабаром він звідти утік і приїхав до Санкт-Петербурга, де працював у Військовій організації РСДРП, здобував зброю. У 1908 році знову заарештований та висланий під нагляд поліції до міста Пінєга Архангельської губернії. У 1912 році повернувся до Санкт-Петербурга і влаштувався робітником-токарем на Металевий завод.
Під час Лютневої революції 1917 року брав активну участь у демонстраціях та захопленні поліцейських дільниць Петрограда. Обраний головою  Шувалово–Озерського підрайонного комітету РСДРП(б), членом Виборзького районного комітету РСДРП(б) міста Петрограда.
Навесні та влітку 1917 року входив до ради старост службовців Металевого заводу, до заводського комітету та партійної організації, був головою думської більшовицької фракції та гласним місцевої думи, завідував продовольчим постачанням району. Влітку 1917 року організував червоногвардійський загін у Шувалові–Озерках, брав активну участь у Жовтневому перевороті 1917 року в Петрограді. 
У грудні 1917 року відправлений в Україну. З грудня по березень 1918 року — голова виконавчого комітету Таращанської повітової ради робітничих, солдатських і селянських депутатів Київської губернії.
У 1918 році — заступник голови Катеринославської губернської Ради народного господарства.
У 1919 році брав участь в організації більшовицького партизанського руху в Україні, працював у політичному відділі 14-ї армії РСЧА. Учасник громадянської війни в Росії.
З грудня 1919 по 1920 рік — член колегії з постачання Робітничо-селянської Червоної армії (РСЧА).
У 1920—1921 роках — помічник керуючого Кремлем та будинками ВЦВК у Москві.
Потім перебував на відповідальній профспілковій роботі: член ЦК Спілки гірників.
З 1922 року — голова Особливої комісії Ради праці та оборони РРФСР з обстеження концесій (підприємств) на Алтаї та Уралі.
У 1922—1924 роках — слухач Московського вищого технічного училища імені Баумана.
З 1924 року — в апараті Центральної контрольної комісії РКП(б); голова правління тресту авіаційної промисловості (Авіатресту): заступник торгового представника СРСР у Німеччині.
У 1932—1938 роках — керуючий Всесоюзного об'єднання машинобудування для лісової і паперової промисловості.
У 1938 році заарештований органами НКВС, у 1939 році звільнений із в'язниці.
З 1939 року — на пенсії в Москві.
Помер 6 серпня 1950 року в Москві. Похований на Новодівичому цвинтарі Москви.